# Mandane
Mandane (em grego: Μανδάνη Mandánē) foi uma princesa meda, filha do rei Astíages e, possivelmente, Arienis. Mais tarde, ela foi a rainha-consorte do rei persa Cambises I e mãe do rei Ciro, o Grande, fundador do Império Aquemênida. Com toda a probabilidade o nome remonta a antigo iraniano *Mandanā- que significa “encantador, alegre”.
Mandane era filha de Astíages, mas o nome de sua mãe não é mencionado. É dito que Astíages casou-se com Arienis em 585 a.C., mas é pouco provável que Arienis fosse mãe de Mandane. Ela possivelmente era filha de uma esposa anterior de Astíages. Segundo o historiador grego Heródoto, Astíages teve um sonho em que sua filha estava de pé, e de repente uma videira começou a crescer de suas costas, lançado gavinhas que envolviam toda a Ásia. Ele chamou os magos e sacerdotes para interpretarem o sonho, e eles interpretam dizendo que a videira era seu neto, filho de Mandane, e que ele tomaria o seu lugar no trono e dominaria toda Ásia. Em 577 a.C., quando Mandane chegou em idade de se casar, Astíages, a entregou a Cambises I, um persa que tinha bons ancestrais e era tranquilo, e que tinha uma posição inferior aos medos. Sendo assim, ele não acreditava que ele poderia ser uma ameaça ao seu reino.
Mandane deu à luz um filho de nome Ciro, que Astíages ordenou que fosse executado por Hárpago. No entanto, Hárpago entregou a criança a um pastor e mentiu para Astíages dizendo que Ciro havia sido morto. Quando Ciro cresceu, seu avô Astíages descobriu que ele estava vivo e permitiu que ele voltasse para seus pais na Pérsia. Xenofonte também menciona Mandane em sua obra Ciropédia. De acordo com sua história, Mandane e seu filho viajaram para a corte de Astíages onde o adolescente Ciro surpreendeu seu avô, que decidiu deixá-lo na corte. Mandane, no entanto, voltou para seu marido Cambises I na Pérsia. Depois de vários anos, Ciro pediu a Astíages para deixá-lo voltar para a Pérsia, mas algum tempo depois de sua partida de Ecbátana começou a revolta persa. Os sonhos de Astíages e sua interpretação se tornaram realidade quando Ciro liderou a revolta que terminou com a derrubada de Astíages do trono; com a queda do Império Medo e a criação do Império Aquemênida.

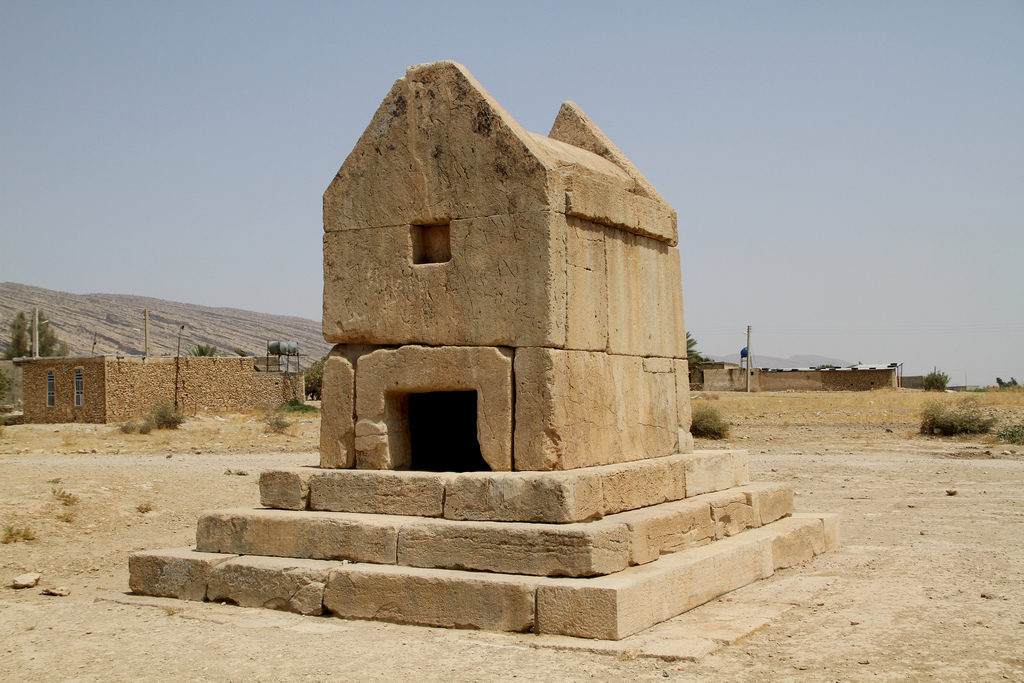
Gur-e Dokhtar, suposto túmulo de Mandane

Mandane é o elo genealógico que conecta os reis da dinastia aquemênida com a antiga família real meda. Foi sugerido por alguns estudiosos que a tumba Gur-e Dokhtar, descoberta em 1960, foi o local onde Mandane teria sido sepultada, mas outros estudiosos acreditam que a tumba pertença a Atossa, Teispes ou Ciro I.
Existe alguma dúvida sobre a veracidade histórica do casamento entre Cambises e Mandane. A mãe meda de Ciro pode ter sido inventada para justificar o posterior domínio persa sobre os medos. Parece que o objetivo dessa história não tem outro propósito senão construir uma relação direta entre Astíages e Ciro, isto é, entre a Média e a Pérsia. Devido ao registro histórico da batalha entre Astíages e Ciro e da conquista da Média por Ciro relatado na Crônica de Nabonido, a história sobre o casamento entre Cambises I e Mandane, bem como sobre o nascimento de Ciro deste casal, tem sua historicidade bastante duvidosa. Há também o relato de Ctésias, que afirma que Ciro se casou com uma filha de Astíages chamada Amitis. Se os relatos de Ctésias e Heródoto estiverem ambos corretos, o casamento de Ciro com Amitis seria um caso incomum de incesto, pois ele estaria tomando sua tia como esposa. Apesar disso, o relato herodoteano é considerado confiável pela maioria dos estudiosos modernos, como por exemplo, George G. Cameron.